# Дом-музей Т. Н. Грановского
Дом-музей Т. Н. Грановского — дом, в котором родился русский историк, учёный, прогрессивный общественный деятель Т. Н. Грановский (1813—1855). 

## Описание
Дом бревенчатый, обшитый тёсом, на каменном фундаменте был построен во второй половине XVIII века. Бабка будущего историка Анна Алексеевна Грановская купила этот дом вместе с хозяйственными постройками в 1797 году. А в 1812 году её муж Тимофей Ефимович Грановский приобрёл и остальную часть усадьбы около дома. Тимофей Николаевич Грановский прожил в доме всего лишь один год, после чего его дед продал дом и усадьбу. После Великой Октябрьской революции в нём размещались различные государственные организации. С 1957 года в доме находился Музей писателей-орловцев. В том же году на нём установили мемориальную доску из белого мрамора с надписью: «В этом доме в 1813 году родился известный историк Тимофей Николаевич Грановский». В музее несколько залов, экспозиции которых посвящены Т. Н. Грановскому, а также фольклористу П. В. Киреевскому, «фольклористу-страннику» П. И. Якушкину, литератору-критику Д. И. Писареву, писательнице и поэтессе Марко Вовчок. Несмотря на многочисленные переделки, внутренняя планировка сохранилась в традиционном стиле дворянского особняка (прихожая, гостиная и столовая располагаются по главному фасаду). Дом-музей Грановского является филиалом Орловского объединённого государственного литературного музея И. С. Тургенева.